# 이덕우 (1957년)
이덕우(1957년 9월 25일 ~ )는 서울 출생으로, 성균관대학교 법학과를 졸업하였으며 민주사회를 위한 변호사 모임의 회원이다.
진보신당의 창당에 참여하여 노회찬, 심상정, 김석준, 박김영희와 함께 공동대표를 맡았었다.
| 전임 (창당) | 제1대 진보신당 공동대표 2008년 3월 16일 ~ 2009년 3월 29일 | 후임 (단일대표)노회찬 |

| 전임 (창당) | 제1대 진보신당 부대표 2008년 3월 16일 ~ 2009년 3월 29일 | 후임 정종권·이용길·박김영희·윤난실 |